# Hương Ly (người mẫu)
Nguyễn Thị Hương Ly (sinh ngày 9 tháng 12 năm 1995) là một á hậu, người mẫu thời trang nổi tiếng người Việt Nam, cô là Quán Quân Người mẫu Việt Nam: Vietnam's Next Top Model 2015 và đạt được thành tích Top 5 Hoa hậu Hoàn vũ Việt Nam 2019 "Người đẹp Thời trang". Cô trở lại và tiếp tục dừng chân ở Top 5 Hoa hậu Hoàn vũ Việt Nam 2022 cùng với giải phụ Best Introduction và "Người đẹp Thời trang". Năm 2023, cô đã đạt ngôi vị Á hậu 1 tại cuộc thi Miss Universe Vietnam 2023. Hiện tại cô đang là Giám đốc Quốc gia của tổ chứ Miss Universe Vietnam, đồng hành cùng Tân Miss Universe Vietnam 2024 tại Miss Universe 2024 tại Mexico.

## Tiểu sử
Hương Ly, tên đầy đủ là Nguyễn Thị Hương Ly (sinh ngày 9 tháng 12 năm 1995, tại tỉnh Gia Lai). Cô sinh ra trong một gia đình làm nông, có 3 người anh trai. Cô từng là sinh viên của trường Đại học Công nghệ Sài Gòn ở thành phố Hồ Chí Minh.

## Sự nghiệp
Vào năm 20 tuổi, Hương Ly quyết định bảo lưu kết quả học tập tại trường Đại học Công nghệ Sài Gòn để đăng ký tham gia vào chương trình Vietnam’s Next Top Model 2015 và đăng quang ngôi vị Quán quân.
Sau khi chiến thắng tại Vietnam’s Next Top Model 2015, Hương Ly đăng ký và tham gia vòng sơ khảo khu vực miền Bắc cuộc thi Hoa hậu Hoàn vũ Việt Nam 2017 nhưng rút lui sau đó vì lý do sức khỏe. Hai năm sau, cô trở lại Hoa hậu Hoàn vũ Việt Nam 2019, dừng chân ở Top 5 chung cuộc và vinh dự nhận giải thưởng Người đẹp Thời trang của cuộc thi.
Năm 2019, Hương Ly được mời làm huấn luyện viên của Model Kid Việt Nam 2019.
Năm 2020, Hương Ly cùng Mâu Thủy và Khánh Vân cùng tham gia chương trình THTT "Vietnam Why Not S1" với tên gọi Team Nón lá. Team Nón lá kết thúc cuộc đua với vị trí Á quân.
Năm 2022, cô trở lại đường đua nhan sắc tại Hoa hậu Hoàn vũ Việt Nam. Kết quả cuối cùng cô tiếp tục dừng chân ở Top 5 chung cuộc và để lại dấu ấn với trang phục dạ hội làm từ giấm ăn.
Năm 2023, Hương Ly tiếp tục đăng kí Miss Universe Việt Nam dù được kì vọng sẽ đăng quang cho ngôi vị cao nhất nhưng cô chỉ là Á hậu 1.

## Thành tích
- Quán quân Vietnam Next Top Model 2015[1]
- Giải " Winner Model Judges's Choice " tại Her World Young Achiever 2018
- Á quân VietNam Why Not 2020 - Đội Nón Lá
- Top 5 Hoa hậu Hoàn vũ Việt Nam 2019
  - Giải phụ Người đẹp Thời trang
- Top 5 Hoa hậu Hoàn vũ Việt Nam 2022
  - Giải phụ Best Introduction
  - Giải phụ Người đẹp Thời trang
  - Miss TikTok 2022
- Á hậu 1 Miss Universe Vietnam 2023
- GIám đốc quốc gia Miss Universe Vietnam 2024

## Show diễn tiêu biểu
| Năm  | Vị trí     | Bộ sưu tập                  | Khuôn khổ                                               | Nhà thiết kế/ Brand                          |
| ---- | ---------- | --------------------------- | ------------------------------------------------------- | -------------------------------------------- |
| 2015 | Model      | BST Len lông cừu Úc         | Canifa Winter Fashion Show 2015                         | Canifa                                       |
| 2015 | Model      | BST Kids                    | Canifa Winter Fashion Show 2015                         | Canifa                                       |
| 2015 | Model      | BST Hành trình của đóa hồng | Canifa Winter Fashion Show 2015                         | NTK Châu Chấn Hưng                           |
| 2015 | Model      | BST Thu Đông                | Thời trang và nhân vật                                  | Popbirdy                                     |
| 2015 | Model      | BST Fall is the new Spring  | Thời trang và nhân vật                                  | Cocosin                                      |
| 2015 | Model      | BST Relax                   | Thời trang và nhân vật                                  | Entiati                                      |
| 2015 | Model      | BST Ready to wear           | Thời trang và nhân vật                                  | H by Truong Thanh Hai                        |
| 2015 | Model      |                             | Vietnam International Fashion Week 2015                 | Thuy Design House                            |
| 2015 | Model      |                             | Vietnam International Fashion Week 2015                 | Vincent Doan                                 |
| 2015 | Model      |                             | Vietnam International Fashion Week 2015                 | Yumi Katsura                                 |
| 2015 | Model      |                             | Vietnam International Fashion Week 2015                 | Dubai Ezra Santos                            |
| 2015 | Model      |                             | Vietnam International Fashion Week 2015                 | ACS                                          |
| 2015 | Model      |                             | Vietnam International Fashion Week 2015                 | Adrian Anh Tuấn                              |
| 2015 | Model      | BST của PNJ                 | Vietnam International Fashion Week 2015                 | Hoàng Minh Hà                                |
| 2015 | Model      | BST COUTURÍSSIMO            | Vietnam International Fashion Week 2015                 | Lý Giám Tiền, Hoàng Minh Hà, On Aura Tout Vu |
| 2016 | Model      | BST Lúa                     | Vietnam International Fashion Week 2016                 | Nguyễn Công Trí                              |
| 2016 | Model      | Haper's Bazaar              | Vietnam International Fashion Week 2016                 | Cory Couture                                 |
| 2016 | Model      | BST Viên mãn                | Vietnam International Fashion Week 2016                 | Thủy Nguyễn                                  |
| 2016 | Model      | BST Color your summer       | Vietnam International Fashion Week 2016                 | Canifa                                       |
| 2016 | Model      |                             | Vietnam International Fashion Week 2016                 | Klar Lov                                     |
| 2016 | Model      |                             | Vietnam International Fashion Week 2016                 | Frederick Lee                                |
| 2016 | Model      |                             | Vietnam International Fashion Week 2016                 | Eymeric Francos                              |
| 2016 | Model      | BST Nàng                    | Vietnam International Fashion Week 2016                 | Hoàng Minh Hà                                |
| 2016 | Model      | BST Dress Camp              | Vietnam International Fashion Week 2016                 | Japan                                        |
| 2016 | Model      |                             | Vietnam International Fashion Week Fall - Winter 2016   | Joe Chia                                     |
| 2016 | Model      | BST Potpourri               | Vietnam International Fashion Week Fall - Winter 2016   | Priyo                                        |
| 2016 | Model      |                             | Vietnam International Fashion Week Fall - Winter 2016   | Thuy Design House                            |
| 2016 | Model      | BST Luala                   | Vietnam International Fashion Week Fall - Winter 2016   | Vu Ta Linh                                   |
| 2016 | Model      |                             | Vietnam International Fashion Week Fall - Winter 2016   | Chung Chung Lee                              |
| 2016 | Model      | BST Femme                   | Vietnam International Fashion Week Fall - Winter 2016   | Claret Giang Lê                              |
| 2016 | Model      |                             | Vietnam International Fashion Week Fall - Winter 2016   | Frederic Lee                                 |
| 2016 | Model      |                             | Vietnam International Fashion Week Fall - Winter 2016   | Phuong My                                    |
| 2016 | Model      | BST Be yourself             | Chung Thanh Phong Fall Winter 2016 Fashion show         | Chung Thanh Phong                            |
| 2016 | Model      | BST Lam Vũ                  | Spring Summer 2017                                      | Lê Thanh Hòa                                 |
| 2017 | Model      | BST She's a Goddess         | Chung Thanh Phong Fashion Show                          | Chung Thanh Phong                            |
| 2017 | Model      | BST Infinite Dream          | Ivy Moda Thu Đông 2016                                  | Ivy Moda                                     |
| 2017 | Model      | BST Taste of Australia      | Vietnam International Fashion Week Spring - Summer 2017 | Betty Tran                                   |
| 2017 | Model      |                             | Vietnam International Fashion Week Spring - Summer 2017 | Thuy Design House                            |
| 2017 | Model      | BST Orphic                  | Vietnam International Fashion Week Spring - Summer 2017 | Claret Giang Lê                              |
| 2017 | Model      |                             | Vietnam International Fashion Week Spring - Summer 2017 | Chung Chung Lee                              |
| 2017 | Model      |                             | Vietnam International Fashion Week Spring - Summer 2017 | Hoang Minh Ha                                |
| 2017 | Model      |                             | Vietnam International Fashion Week Fall - Winter 2017   | Cory Tran & Van                              |
| 2017 | Model      | BST Cô Ba Sài Gòn           | Vietnam International Fashion Week Fall - Winter 2017   | Thuy Nguyen                                  |
| 2017 | Model      | BST Xita                    | Vietnam International Fashion Week Fall - Winter 2017   | Katy Nguyen                                  |
| 2017 | Vedette    | BST Fairy Land              | Vietnam International Fashion Week Fall - Winter 2017   | Happy Clothing - Thao Nguyen                 |
| 2017 | Model      |                             | Canifa Fashion Street Show 2017                         | Canifa                                       |
| 2017 | Model      | BST Night Dream             | Sprig Summer 2018 by DUC Vincie                         | Duc Vincie                                   |
| 2017 | Model      |                             | Elle Fashion Journey 2017                               | ELLE                                         |
| 2017 | Model      | BST Self Portrait           | Ivy Moda Fall Winter 2017                               | Ivy Moda                                     |
| 2017 | Model      | BST Màu Lam                 | Lam Fashion Show 2017                                   | Lilam                                        |
| 2017 | Model      | BST Away We Wow             | Valenciani Summer 2017 Colections                       | Adrian Anh Tuan                              |
| 2017 | Model      | BST Feeling in love         | Vu Ngoc & Son resort Collection                         | Vu Ngoc và Son                               |
| 2017 | First Face |                             | Phoenix_V Resort Collection 2017                        | Vũ Thu Phương                                |
| 2017 | Vedette    |                             | Xu hướng và Phong cách                                  | Novelty                                      |
| 2017 | Vedette    |                             | Xu hướng và Phong cách                                  | Nguyễn Minh Công                             |
| 2017 | Vedette    |                             | Xu hướng và Phong cách                                  | Phương Hà                                    |
| 2017 | Vedette    |                             | Xu hướng và Phong cách                                  | Hoàng Xuân Sơn                               |
| 2018 | Model      | BST The Muse II             | Fall Winter 2017                                        | Đỗ Mạnh Cường                                |
| 2018 | Model      | BST Under the Moonlight     | ELLE FASHION RUNWAY                                     | Tăng Thanh Hà                                |
| 2018 | Model      | BST Mix & Match             | Fall / Winter 2018                                      | Đỗ Mạnh Cường                                |
| 2018 | Model      | BST I AM WHAT I AM          | Chung Thanh Phong Fall Winter Fashion show 2018         | Chung Thanh Phong                            |
| 2018 | Model      | BST Domino 68               | Vu Ngoc & Son Fashion Show 2018                         | Vu Ngoc & Son                                |
| 2018 | Model      | BST nàng Mây                | Chung Thanh Phong Bridal Fre fall 2018                  | Chung Thanh Phong                            |
| 2018 | Model      | BST P.H.O.N.G               | Chung Thanh Phong Fre Fall 2018                         | Chung Thanh Phong                            |
| 2018 | Model      |                             | Into The Dark / Đỗ Long Fashion show 2018               | Đỗ Long                                      |
| 2018 | Model      |                             | Spring Summer 2018                                      | Đỗ Mạnh Cường                                |
| 2018 | Model      | BST Girl Boss               |                                                         | Phạm Hương                                   |
| 2018 | Model      |                             | Vietnam International Fashion Week Spring - Summer 2018 | EVA DE EVA                                   |
| 2018 | Model      | BST The boyfriend's Jacket  | Vietnam International Fashion Week Spring - Summer 2018 | Ha Linh Thu                                  |
| 2018 | Model      | BST Trò chơi vương quyền    | Vietnam International Fashion Week Spring - Summer 2018 | Lê Long Dũng                                 |
| 2018 | Model      | BTS The wild of Nature      | Vietnam International Fashion Week Spring - Summer 2018 | Canifa by Lê Hà                              |
| 2018 | Model      | BTS Coco yêu dấu            | Vietnam International Fashion Week Spring - Summer 2018 | Nguyễn Công Trí                              |
| 2019 | Model      | BST I'm Sunny               | Chung Thanh phong Pre Fall 2019                         | Chung Thanh Phong                            |
| 2019 | Model      | BST Mơ                      |                                                         | Amy Store                                    |
| 2019 | Model      | BST Dazed - Ngẩn ngơ        | Valenciani Fashion Show 2019                            | Adrian Anh Tuan và Son Doan                  |
| 2019 | Model      | BST OCEAN’S SENSATION       | DO LONG Spring Summer 2019                              | Đỗ Long                                      |
| 2019 | Model      | BST Back to Nature          | Do Manh Cuong Spring Summer 2019                        | Đỗ Mạnh Cường                                |
| 2019 | Model      | BST Tình Tang               | Thuy Design House                                       | Thuy Nguyen                                  |
| 2019 | Model      | BST Trâm anh thế phiệt      | Vietnam International Fashion Week 2019                 | Lê Long Dũng                                 |
| 2019 | Model      |                             | Vietnam International Fashion Week 2019                 | Lie Sang Bong                                |
| 2019 | Model      | BST Meuw gene               | Vietnam International Fashion Week 2019                 | Chung Thanh Phong                            |
| 2019 | First Face | BST Vespa Primavera         | Vietnam International Fashion Week 2019                 | Lý Giám Tiền                                 |
| 2019 | Model      |                             | Vietnam International Fashion Week 2019                 | Duc Vincie                                   |
| 2019 | First Face | BST LIE                     | Vietnam International Fashion Week 2019                 | Chung Chung Lee                              |
| 2019 | Model      | BST Petite Princesse        | Vietnam Junior Fashion Week 2019                        | Tran Hung                                    |
| 2019 | Model      | BST Manifesto               | IVY Moda Spring Summer 2019                             | IVY MODA                                     |
| 2019 | Model      | BST One Day                 | Le Thanh Hoa Spring Summer 2019                         | Lê Thanh Hòa                                 |
| 2019 | Vedette    |                             | The Brave Way Fashion Show                              | Lý Giám Tiền                                 |
| 2020 | Model      | BST MUSÉE D’ART             | Tran Hung Pre Fall 2021                                 | Trần Hùng                                    |
| 2020 | Model      | BST Vie Actuelle à Saigon   | Vietnam International Fashion Week 2020                 | Lê Long Dũng                                 |
| 2020 | Model      | BST Minh Tinh               | Vietnam International Fashion Week 2020                 | Bao Bao House                                |
| 2020 | Model      | BST My Color                | Vietnam International Fashion Week 2020                 | Nguyễn Công Trí                              |
| 2020 | Model      | BST I'm Happy               | Vietnam International Fashion Week 2020                 | Happy Clothing by Thao Nguyễn                |
| 2020 | Model      | BST Chạm                    | Vietnam International Fashion Week 2020                 | Hoàng Minh Hà                                |
| 2020 | Model      | BST Đêm đông cuối cùng      | Vietnam Runway Fashion Week                             | Lê Long Dũng                                 |
| 2020 | Model      |                             | SIXDO Fashion show                                      | Đỗ Mạnh Cường                                |
| 2020 | Model      | BST The Princess            | Nguyen Minh Cong Fashion show                           | Đỗ Minh Công                                 |
| 2020 | Model      | BST Vàng son                | HOLIDAY COLLECTION in HUẾ CITADEL 2020                  | Vu Ngoc Tu & Vu Ngoc Son                     |
| 2020 | First face |                             | Happy Clothing 5 years                                  | Thảo Nguyễn                                  |
| 2020 | Model      |                             | PINK GARDEN KIDS FASHION SHOW RECAP 2020                | Tùng Vũ                                      |
| 2020 | Model      | BST Nổi loạn                | Rap Hip-hop Kids Fashion Show                           | Quân Phan                                    |
| 2020 | Model      | BST IVAN 6                  | IVAN Resort 2020                                        | Ivan Trần                                    |
| 2020 | Model      | BST Untamed                 | XITA BY KATY NGUYEN HOLIDAY '20 FULL SHOW               | Katy Nguyễn                                  |
| 2021 | Model      | BST Hừng đông               | Spring Summer Collections 2021                          | Vu Ngoc & Son                                |
| 2021 | Model      | BST TAO                     | FASHION VOYAGE THE SHOW 3 - Chasing the Sun             | Vo Cong Khanh                                |
| 2021 | Model      | BST Like the Sunshine       | FASHION VOYAGE THE SHOW 3 - Chasing the Sun             | Lê Thanh Hòa                                 |
| 2021 | Model      | BST Day Dreamer             | FASHION VOYAGE THE SHOW 3 - Chasing the Sun             | Adrian Anh Tuan                              |
| 2021 | Model      | BST CTP no.1                | Gala Night Tiktok Fashup 2021                           | Chung Thanh Phong                            |
| 2021 | Model      | BST Chiến binh thời trang   | Gala Night Tiktok Fashup 2021                           | PUBG Mobile                                  |
| 2021 | Model      |                             | SIXDO Fashion show 2021                                 | Đỗ Mạnh Cường                                |
| 2021 | Model      | BST GIấc mơ thảm đỏ         | CONG TRI COLLECTION SPRING SUMMER 2022                  | Nguyễn Công Trí                              |
| 2021 | Model      | BST Chạm                    | Vietnam International Fashion Week 2021                 | Adrian Anh Tuấn                              |
| 2021 | Model      | BST The Manhattan Nightfall | Vietnam International Fashion Week 2021                 | Tracy Studio                                 |
| 2021 | Model      | BST Hồi sinh                | Vietnam International Fashion Week 2021                 | Đặng Trọng Minh Châu                         |
| 2021 | Model      | BST Việt Nam rực rỡ gấm hoa | Vietnam International Fashion Week 2021                 | Golden Era by Lê Long Dũng                   |
| 2021 | Model      | BST The red holiday         | Vietnam International Fashion Festival 2021             | Võ Công Khanh / Phindeli                     |
| 2021 | Model      | BST The royal Banquet       | Vietnam International Fashion Festival 2021             | Devon Nguyen                                 |
| 2021 | Model      |                             | Vietnam International Fashion Festival 2021             | LE LAM                                       |
| 2021 | Model      | BST Mellow - Chuếnh Choáng  | Vietnam International Fashion Festival 2021             | Hoàng Minh Hà                                |
| 2021 | Model      |                             | The Enternal Flow - EXPO 2020.                          | Vũ Việt Hà                                   |
| 2022 | Model      | BST Bình minh               | THE SCENT OF LIFE by Vungoctu& Dinhtruongtung           | VUNGOC&SON                                   |
| 2022 | Model      |                             | Pink Ocean 2022                                         | Lê Nguyễn An Nhiên                           |
| 2022 | Model      |                             | Sự kiện ra mắt Samsung Galaxy S22 Series                | TRAN HUNG                                    |
| 2022 | Model      | BST Mơ nhuộm nắng           | IVY MODA Spring/Summer 2022 Collection                  | IVY MODA                                     |
| 2022 | Vedette    | BST VINAWOMAN               | VINAWOMAN FASHION SHOW                                  | Brian Vo x Khanh Van                         |
| 2022 | First face | BST Tinh tú                 | VINAWOMAN FASHION SHOW                                  | LE NGOC LAM                                  |
| 2022 | Model      | BST Giai nhân               | VINAWOMAN FASHION SHOW                                  | THAI TUAN by Hoang Hai                       |
| 2022 | First face |                             | Spring Summer 2023 - London Fashion Week                | TRAN HUNG                                    |
| 2022 | Model      |                             | Symee Fabulous Night                                    | Symee / LE LONG DUNG                         |
| 2022 | Model      | BST Timeless                | FW22 IVY moda Fashion Show                              | IVY MODA                                     |
| 2022 | Model      | BST Hẹn em                  | Valenciani Winter 22                                    | Adrian Anh Tuan                              |
| 2022 | Model      | BST An                      | LE THANH HOA x FASHION VOYAGE Fall/Winter 22            | LE THANH HOA                                 |
| 2022 | Model      |                             | SIXDO FASHION SHOW FW2022                               | SIXDO by DO MANH CUONG                       |

## Chương trình truyền hình
| Năm  | Tên chương trình                  | Vai trò         | Trong tập    | Phát sóng       | Cùng với                                       |
| ---- | --------------------------------- | --------------- | ------------ | --------------- | ---------------------------------------------- |
| 2015 | Vietnam's Next Top Model (Mùa 6)  | Thí sinh        | Toàn bộ      | VTV9            |                                                |
| 2015 | Bạn có bình thường                | Người chơi      |              |                 |                                                |
| 2016 | Bữa trưa vui vẻ                   | Khách mời       | Tập 360      | VTV6            | Ngọc Châu                                      |
| 2017 | Vietnam's Next Top Model (Mùa 7)  | Khách mời       | Tập 9        | VTV3            | Quang Hùng                                     |
| 2017 | Đàn Ông phải thế                  | Người chơi      | Tập 7        | HTV7            | Võ Thành An                                    |
| 2017 | Bữa trưa vui vẻ                   | Khách mời       |              | VTV6            | Chà Mi, Ngọc Châu, Hà Kino                     |
| 2019 | Model Kid Vietnam (Mùa 1)         | Huấn luyện viên | Toàn bộ      | Facebook        | Mâu Thủy, Tuyết Lan, Quang Đại                 |
| 2019 | Giọng ca bí ẩn                    | Người chơi      | Tập 8        | HTV7            | Thùy Dương, Mai Ngô, Mỹ Nhân, Tú Hảo           |
| 2019 | Hoa hậu Hoàn vũ Việt Nam 2019     | Thí sinh        | Toàn bộ      | VTV9            |                                                |
| 2019 | Ngạc nhiên chưa                   | Người chơi      | Tập 188      | HTV7            | Mỹ Duyên                                       |
| 2020 | Vietnam why not? (Đi Việt Nam Đi) | Người chơi      | Toàn bộ      | VTV9, BTV10-NCM | Mâu Thủy, Khánh Vân                            |
| 2020 | Một trăm triệu Một phút           | Người chơi      | Tập 280      | VTV3            | Cao Ngân, Nguyễn Hợp                           |
| 2020 | Khuôn mặt đáng tin                | Người chơi      | Tập 5        | HTV7            | Võ Hoàng Yến, Lê Thúy                          |
| 2020 | Khẩu vị ngôi sao                  | Khách mời       | Tập 22       | HTV7            |                                                |
| 2020 | Nhà thiết kế tương lai nhí        | Giám khảo       | Tập 14,15    | VTV9            | Hương Giang                                    |
| 2020 | Aquafina Fashion Week             | Giám khảo       | Toàn bộ      | Không           | Mâu Thủy, Quỳnh Anh, Thùy Dương                |
| 2020 | Hóng chuyện Showbiz               | Khách mời       | Tập 175      | HTV9            |                                                |
| 2020 | Úm ba la ra chữ gì                | Người chơi      | Tập 22       | VTV3            | Hoàng Trung                                    |
| 2020 | Bộ ba siêu đẳng                   | Người chơi      | Tập 7        | VTV3            | Võ Hoàng Yến, Tôn Tuấn Kiệt                    |
| 2021 | Úm ba la ra chữ gì                | Người chơi      | Tập 22       | VTV3            | Tôn Tuấn Kiệt                                  |
| 2021 | Một giờ hoán đổi                  | Khách mời       | Tập 4        | Youtube         | Liêu Hà Trinh                                  |
| 2021 | Siêu bất ngờ                      | Người chơi      | Tập 13       | HTV7            | Mâu Thủy, Võ Hoàng Yến, Kim Duyên, NTK Đỗ Long |
| 2021 | Chọn đâu cho đúng                 | Người chơi      | Tập 2        | VTV3            | Băng Di                                        |
| 2021 | Người một nhà                     | Người chơi      | Tập 3        | VTV3            | Hồ Bích Trâm                                   |
| 2021 | VinaWoman - Bản lĩnh Việt Nam     | Khách mời       | Tập 6        | Youtube         | Liêu Hà Trinh, Nam Em, Đào Hà                  |
| 2022 | Son môi đỏ                        | Khách mời       | Tập 351, 355 | HTV9            |                                                |
| 2022 | Hẹn hò cùng ngôi sao              | Khách mời       | Tập 22       | Youtube         |                                                |
| 2022 | Hoa hậu hoàn vũ Việt Nam 2022     | Thí sinh        | Toàn bộ      | VTV3, VTV9      |                                                |
| 2022 | Ơn giời cậu đây rồi 2022          | Người chơi      | Tập 2        | VTV3            | Lâm Vỹ Dạ, Mạc Văn Khoa                        |